# Ansiães

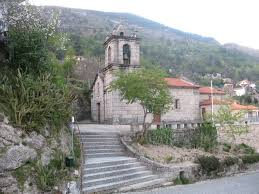
Ansiães Igreja

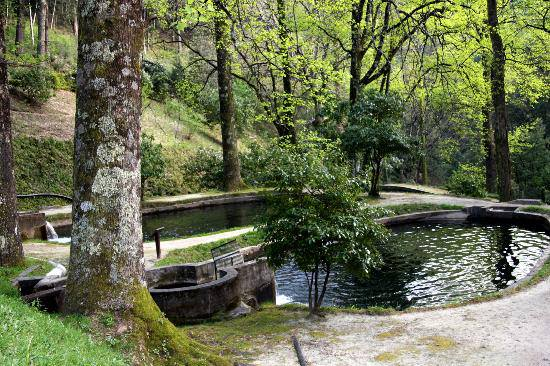
Ansiães Viveiros de Trutas

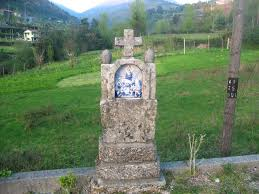
Ansiães Alminhas

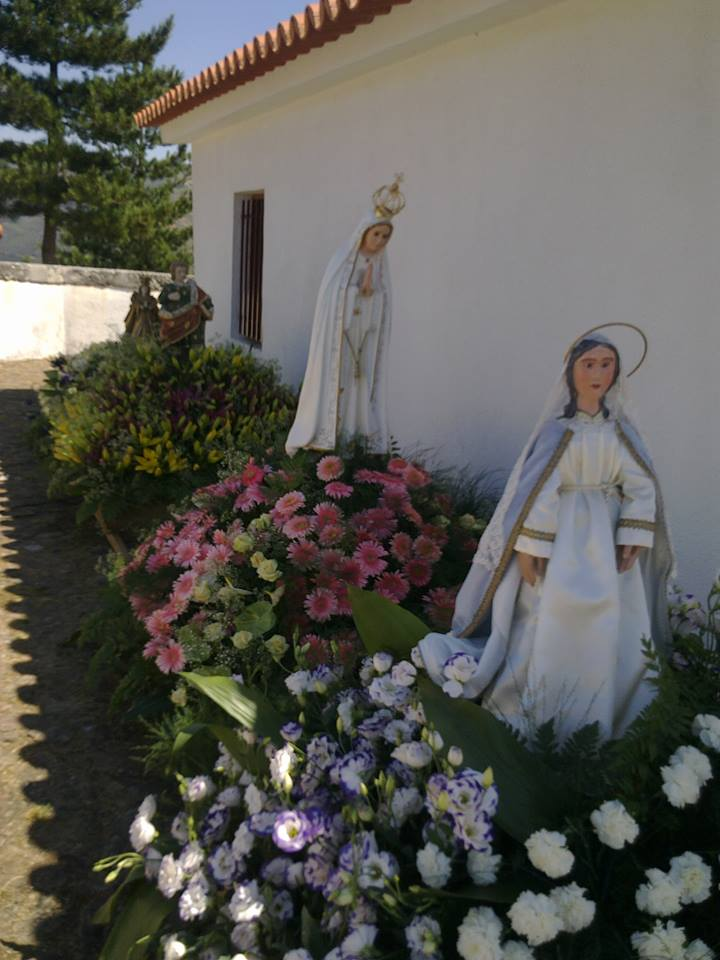
Amarante Ansiães Senhora de Moreira

Ansiães é uma povoação portuguesa sede da Freguesia de Ansiães do Município de Amarante, freguesia com 27,19 km² de área e 516 habitantes (censo de 2021), tendo, por isso, uma densidade populacional de 19 hab./km².

## Património
- Pousada de São Gonçalo ou Pousada do Marão
- Casa da Cal em Ansiães pertence a família Teixeira Ribeiro da Cunha há cerca de dez séculos

## Demografia
A população registada nos censos foi:
| Distribuição da População por Grupos Etários | Distribuição da População por Grupos Etários | Distribuição da População por Grupos Etários | Distribuição da População por Grupos Etários | Distribuição da População por Grupos Etários |
| -------------------------------------------- | -------------------------------------------- | -------------------------------------------- | -------------------------------------------- | -------------------------------------------- |
| Ano                                          | 0-14 Anos                                    | 15-24 Anos                                   | 25-64 Anos                                   | > 65 Anos                                    |
| 2001                                         | 122                                          | 148                                          | 365                                          | 180                                          |
| 2011                                         | 63                                           | 52                                           | 340                                          | 168                                          |
| 2021                                         | 33                                           | 41                                           | 249                                          | 193                                          |